# Томаш Кухарський
Томаш Кухарський (16 лютого 1974 , Гожув-Велькопольський, Zielona Góra Voivodeshipd ) — польський веслувальник, дворазовий олімпійський чемпіон, дворазовий чемпіон світу.

## Виступи на Олімпіадах
| Олімпіада   | Дисципліна               | Місце |
| ----------- | ------------------------ | ----- |
| Сідней 2000 | парні двійки, легка вага | 1     |
| Афіни 2004  | парні двійки, легка вага | 1     |

## Зовнішні посилання
- Томаш Кухарський — олімпійська статистика на сайті Sports-Reference.com (англ.) (архівна версія)
- Томаш Кухарський на сайті FISA.